# Thelcticopis karnyi
Thelcticopis karnyi is een spinnensoort in de taxonomische indeling van de jachtkrabspinnen (Sparassidae).
Het dier behoort tot het geslacht Thelcticopis. De wetenschappelijke naam van de soort werd voor het eerst geldig gepubliceerd in 1929 door Eduard Reimoser.